# Liste der Biografien/Corz
Liste der Biografien |
Portal Biografien |
Personensuche
# |
A |
B |
C |
D |
E |
F |
G |
H |
I |
J |
K |
L |
M |
N |
O |
P |
Q |
R |
S |
T |
U |
V |
W |
X |
Y |
Z |
?
 
Ca |
Cb |
Cc |
Ce |
Ch |
Ci |
Cj |
Ck |
Cl |
Cm |
Cn |
Co |
Cr |
Cs |
Ct |
Cu |
Cv |
Cw |
Cy |
Cz
 
Coa–Cod |
Coe–Cok |
Col |
Com |
Con |
Coo–Coq |
Cor |
Cos |
Cot |
Cou |
Cov |
Cow |
Cox |
Coy |
Coz
 
Cora |
Corb |
Corc |
Cord |
Core |
Corf |
Corg |
Cori |
Cork |
Corl |
Corm |
Corn |
Coro |
Corp |
Corr |
Cors |
Cort |
Coru |
Corv |
Corw |
Cory |
Corz
Die Liste der Biografien führt alle Personen auf, die in der deutschsprachigen Wikipedia einen Artikel haben. Dieses ist eine Teilliste mit 8 Einträgen von Personen, deren Namen mit den Buchstaben „Corz“ beginnt.

## Corz

### Corza
- Corzas Chávez, Francisco (1936–1983), mexikanischer Maler

### Corzi
- Corzilius, Sandra (* 1975), deutsche Schauspielerin
- Corzilius, Thilo (* 1986), deutscher Schriftsteller und Texter
- Corzilius, Viktor (1895–1968), deutscher Komponist und Schriftsteller
- Corzine, Jon (* 1947), US-amerikanischer Politiker, Gouverneur von New Jersey

### Corzo
- Corzo, Aldo (* 1989), peruanischer Fußballspieler
- Corzo, Ángel Albino (1816–1875), mexikanischer Liberaler, General und Politiker aus dem Bundesstaat Chiapas
- Corzo, Juan (1873–1941), kubanischer Schachspieler